# Île Mornington (Chili)
Pour les articles homonymes, voir Île Mornington.
L'île Mornington (en espagnol : Isla Mornington) est une île située dans la région de Magallanes et de l'Antarctique chilien, au sud du Chili.
L'île Mornington se trouve au sud-ouest de l'île Wellington, dont elle est séparée par le canal Picton.